# Дивокоза
Дивокоза (лат. Rupicapra rupicapra) је назив за врсту папкара из породице шупљорожаца (Bovidae) и потпородице коза (Caprinae). Ова врста не припада самом роду коза (Capra), већ одвојеном роду (Rupicapra). Дивокоза може нарасти до 80 cm висине, а у дужину до 130 cm, док су јачи мужјаци тешки више од 40 kg. Женке су нешто мање и лакше. Природни непријатељ им је вук, а за младе опасност може представљати и орао. Дивокозе могу живети до 20 година.

## Изглед
Дивокоза је мала врста шупљорошца. Одрасле јединке достижу висину од 70–80 cm и дужину тела од 107–137 cm. Мужјаци су крупнији од женки и достижу тежину од 30–60 kg, док женке теже 25–45 kg.
Боја крзна зими је тамносива, скоро црна, дужине до 12 cm, а лети жућкастоцрвена дужине до 3 cm. Глава је бледе боје, са тамном пругом око очију и губице. Од потиљка до репа протеже се тамнија пруга. Боје мужјака су готово увек нешто тамније од женки. Имају рогове, али су они код код мужјака јачи, дужи и повијенији него код женки. За мужјака је карактеристична и кичица на трбуху и јачи и дебљи врат. Рогови расту сваке године за одређену дужину и никада не отпадају. Старост јединке можемо одредити бројем годова на рогу који су изражени. У прве четири године прираст рога је велики, а затим опада, али је и даље видљив. Дивокозе воле мир и напуштају узнемирена ловишта. У ловишту је врло опрезна и брзо осећа присуство опасности, при чему прави узбуну за остале јединке гласним писком.

## Исхрана
Дивокоза је у храни изузетно скромна животиња. Храни се планинским травама и младим лишћем грмоликих биљака, зими пупољцима, сувим власима траве, купинама и малинама, које након храњења прежива. Врло радо узима со која јој се мора редовно износити.
Има одлично развијен осећај мириса, види добро, али реагује тек на покрет.

## Размножавање
Парење дивокоза почиње у новембру и траје до средине децембра, кад највећи мужјак настоји отерати све потенцијалне конкуренте и скупити у крдо што више женки, понекад служећи се и својим роговима. Женка се јари у мају и јуну, а јаре (једно, а врло ретко двоје) је брзо у стању да прати мајку. Јаре доји мајчино млеко око шест месеци. Рошчићи му расту већ у првој години, а полну зрелости стичу у трећој години. Женке живе са младунцима и млађим мужјацима у крдима. Одрасли мужјаци су издвојени и живе појединачно, а крду прилазе само у време парења. Женке и мужјаци су полно зрели у трећој години, али мужјаци морају достићи потпуну физичку зрелост да би се могли борити за женку.

## Распрострањеност
Дивокозе се могу наћи на планинама западне, јужне и источне Европе, и у Малој Азији на Кавказу. У прошлости су биле широко заступљене у шумама, али су услед присутне људске активности протеране на високе планине.
Ван Европе, дивокоза је увезена на Нови Зеланд 1907, као поклон аустријског цара Франца Јозефа I. Тамо су наишле на одличне животне услови, популација је брзо порасла и данас врста није угрожена, тако да завод за заштиту, чак охрабрује лов ове дивљачи, због очувања биљног света.

## Подврсте
Подврсте дивокозе Rupicapra rupicapra су:
- (дивокоза са Татри): са стаништем у Словачкој (Високе Татре, западне Татре, Беле Татре, и Ниске Татре) и Пољској (високе Татре и западне Татре).
- (балканска дивокоза): подврста са стаништем у Србији, Босни и Херцеговини, Бугарској, Хрватској, на северу Грчке (Пинд), Републици Македонији, Албанији, Црној Гори и Словенији.
- (карпатска дивокоза): Румунија
- (шартруска дивокоза): Француска
- (алпска дивокоза): Аустрија, Француска, Немачка, Италија, Швајцарска, Словачка (Велика Фатра, Словачки рај)
- (анадолска дивокоза или турска дивокоза): Турска
- (кавкаска дивокоза): Азербејџан, Грузија, Руска Федерација
- (син. , абрушка дивокоза): Италија.